# Bradypodion ventrale
Il camaleonte nano meridionale (Bradypodion ventrale (Gray, 1845))  è un piccolo sauro della famiglia Chamaeleonidae, endemico del Sudafrica.

## Descrizione
Solitamente un esemplare misura circa 14 cm di lunghezza e la sua colorazione è per lo più grigia e marrone, a volte oliva. La pelle sottile intorno alla gola è gialla, e ha squame coniche lungo la colonna vertebrale.

## Distribuzione e habitat
Questa specie ha un ampio areale che si stende nella parte orientale della provincia del Capo Settentrionale, e in quella occidentale dal Free State, in Sudafrica.